# Thomas Pelham (2. hrabia Chichester)
Thomas Pelham, 2. hrabia Chichester (ur. 28 kwietnia 1756 w Londynie, zm. 4 lipca 1826 tamże) – brytyjski arystokrata i polityk.

## Życiorys
Był najstarszym synem Thomasa Pelhama, 1. hrabiego Chichester, i Anne Frankland, córki Fredericka Franklanda. Wykształcenie odebrał w Westminster School oraz w Clare Hall na Uniwersytecie Cambridge. Studia ukończył w 1775 r. z tytułem magistra sztuk.
W 1780 r. został wybrany do brytyjskiej Izby Gmin jako reprezentant okręgu Sussex. Pelham był również deputowanym do parlamentu Irlandii z okręgów Carrick (1783–1790), Clogher (1795–1798) i Armagh Borough (1798–1799). W 1801 r. na podstawie procedury writ of acceleration otrzymał należący do ojca tytuł barona Pelham i zasiadł w Izbie Lordów. Tytuł 2. hrabiego Chichester odziedziczył po śmierci ojca w 1805 r.
W 1782 r. został zastępcą generała artylerii i sprawował to stanowisko do 1783 r. Następnie w latach 1783–1784 i 1795–1798 był Głównym Sekretarzem Irlandii. W 1801 r. został ministrem spraw wewnętrznych w gabinecie Addingtona. W latach 1803–1804 był Kanclerzem Księstwa Lancaster. W latach 1807–1826 był poczmistrzem generalnym.

## Rodzina
16 lipca 1801 r. w Londynie poślubił lady Mary Osborne (7 września 1776 – 21 października 1862), córkę Francisa Osborne’a, 5. księcia Leeds, i Amelii Darcy, córki 4. hrabiego Holderness. Thomas i Mary mieli razem trzech synów i trzy córki:
- Henry Thomas Pelham (25 sierpnia 1804 – 15 marca 1886), 3. hrabia Chichester
- Amelia Rose Pelham (17 czerwca 1806 – 2 stycznia 1884), żona generała-majora sir Joshui Jebba, nie miała dzieci
- Frederick Thomas Pelham (2 sierpnia 1808 – 21 czerwca 1861)
- John Thomas Pelham (21 czerwca 1811 – 1 maja 1894), biskup Norwich
- Catherine Georgiana Pelham (21 lipca 1814 – 18 stycznia 1885), żona Lowthera Barringtona, miała dzieci
- Lucy Anne Pelham (3 listopada 1815 – 16 stycznia 1901), żona sir Davida Dundasa, 2. baroneta, miała dzieci